# Misja przedsiębiorstwa
Misja przedsiębiorstwa – zestaw wartości akcentujący specyficzną rolę danej organizacji na rzecz otoczenia, tym samym uzasadniających istnienie danej jednostki. 
Angielskie mission statement może również oznaczać deklarację programową różnych niekomercyjnych instytucji. 
Misja jest kierunkiem, który wyznacza sobie przedsiębiorstwo. Z misji wypływają różnego rodzaju cele (na poziomie taktycznym, strategicznym i operacyjnym). 
Na podstawie misji, można sformułować spójną strategię komunikacji marketingowej, która ma na celu ciągłe dążenie do spełniania oczekiwań konsumenta. Misja, powinna być więc nastawiona na potrzeby klientów, dzięki czemu możliwe będzie zdefiniowanie na jej podstawie unikalnej propozycji wartości. 
Misja jest ukonkretnieniem pomysłu na przedsiębiorstwo. Misja tworzy osobowość organizacji. Powinna odpowiadać na pytania: 
- po co istnieje przedsiębiorstwo,
- do czego dąży,
- określenie zbioru klientów,
- jakie zaspokaja potrzeby.

Zasady formułowania misji:
- Zwięzłość (lakoniczność)
- Elastyczność (możliwość zmian)
- Oryginalność